# 富山市立音川小学校
富山市立音川小学校（とやましりつ おとがわしょうがっこう）は富山県富山市にある公立小学校。

## 校舎概要
校舎は鉄筋コンクリート造2階建て、延床面積3,074m2。内部に木材を多用し温かみを持たせている。

## 沿革
個別に出典が提示されていない箇所の出典→
- 1874年
  - 3月 - 外輪野に広文小学校設置。
  - 10月 - 葎原に英文小学校創設。
- 1876年
  - 9月 - 吉谷に広文校の分教室を設置。
  - 10月 - 下瀬に広文校の分教室を設置。
- 1882年 - 下瀬、吉谷の分教場を廃止して本校に合併。校舎新築落成。同時に吉谷小学校が独立。
- 1887年4月 - 広文小学校を外輪野小学校と改称し、簡易小学校となる。
- 1888年3月 - 吉谷小学校を外輪野小学校に合併する。
- 1890年 - 外輪野小学校を広文小学校と改称。
- 1892年 - 英文小学校を外輪野小学校に合併し、広文尋常小学校となる。
- 1895年 - 音川村立外輪野尋常小学校と改称。
- 1898年9月 - 校舎新築。
- 1901年4月 - 明文小学校を廃止し、本校の分教場（道島分校）とする。
- 1912年4月 - 音川尋常小学校と改称し、後者を旧敷地に新築し、翌1913年に落成。
- 1918年4月 - 農業補習学校を併置。
- 1926年7月 - 道島分教場を改築し、青年訓練所を設置。
- 1928年4月 - 高等科を設置。音川尋常高等小学校と改称。
- 1934年11月 - 校舎の増築。
- 1935年10月 - 青年学校を併置。
- 1941年4月 - 音川国民学校と改称。
- 1942年4月 - 音川青年学校が婦中青年学校と合併。
- 1947年4月 - 音川小学校と改称。
- 1954年11月 - 小中学校共用の講堂、音楽室、作法室を新築。
- 1956年8月 - 給食室の戸棚、ミキサ設備、放送施設を整備。
- 1959年1月 - 婦中町立音川小学校と改称[4]。
- 1962年12月 - 校舎を新築。
- 1963年5月 - 道島分校廃校[4][5]。
- 1969年 - プール竣工[4]。
- 1980年 - グラウンド改修[4]。
- 1994年 - 新校舎が竣工[4]。
- 2000年9月27日 - 現校舎の完成式。総事業費は8億8,050万円[2]。
- 2026年4月 - 富山市立古里小学校に統合され、廃校となる予定[6]。

## 進学先
- 富山市立城山中学校

## 通学区域
婦中町下瀬、婦中町三和、婦中町外南、婦中町西上、婦中町扶養、婦中町外中、婦中町八下、婦中町大構、 婦中町中保屋、婦中町瑞穂、婦中町外北（外輪野 1455番地 3、外輪野字鏡坂 11937～12685 番地の地区を 除く）、婦中町上瀬、婦中町三瀬・高山、婦中町道島・上野、婦中町皆杓、婦中町牛滑、婦中町大瀬谷、
婦中町葎原、婦中町鶚谷、婦中町吉谷、婦中町平等、婦中町吉住、婦中町東谷、婦中町東山、婦中町細谷、 婦中町円山、婦中町長沢の一部（長沢字狐坂 13227～13452番地の地区）

## 周辺
- 富山県道59号富山庄川線